# Сваті Тірунал Рама Варма
Сваті Тірунал Рама Варма (малаял. സ്വാതി തിരുനാള് രാമവർമ്മ; 16 квітня 1813 — 27 грудня 1846) — правитель південноіндійської держави Траванкор. Окрім адміністративних та політичних талантів, був видатним композитором.

## Життєпис
Від свого народження до 1829 року правив за регентства спочатку своєї матері Говрі Лакшмі Баї, а потім — її сестри Говрі Парваті Баї. Під орудою своїх регентів здобув гарну освіту. До 8 років вивчив мови малаялам, санксрит, англійську мови. Згодом також — мови каннада, тамілі, гінді, телугу, маратхі, бенгалі, орія, фарсі. Водночас виявив хист до музики та геометрії.
У 1829 році досягши повноліття Сваті Тірунал Рама Варма перебрав кермо влади від вуйни Говрі Парваті Баї, але продовжував користуватися її порадами. Новим давані (на кшталт прем'єр-міністра) було поставлено Шрі Субба Рао. Незабаром за наказом магараджі усі урядові установили було перенесено до столиці держави Тируванантапурам.
багато уваги приділяв в подоланні корупції, особливо в судовій сфері. Для більш якісного відправлення правосуддя, реформував апеляційний та окружні суди. Задля зменшення земельних суперечок створено кадастр володінь, визначено їх власників та усунуто численні претензії на землю. Водночас скасовано судовий звичай, за яким підозрюваний повинен був сунути руку до окрупі чи вогняної суміші.
У 1834 році в столиці відкрито першу англійську школу, яка в подальшому стала звати Коледж магараджі. У 1836 році проведено перший перепис населення в Траванкорі. Для покращення медичного обслуговування запрошено британських лікарів, впроваджено посаду Генерального хірурга.
За ініціативи магараджі 1837 року було зведено власну обсерваторію біля пагорба Канакакунну, очільником якої став Варма Рохані Тирунал. Його завдання полягало у порівняні європейських та індійських знань з астрономії. також до роботи в цій обсерваторію було запрошено британських фахівців.
У 1830-х роках Сваті Тірунал Рама Варма надав значні кошти на фундуші публічної бібліотеки, Бібліотеки східного рукопису, музею, зоопарку, які були до 1840 року збудовані в столиці держави. за це у 1843 році магарджу обрано почесним членом Королівського Азійського товариства.
Втім у магараджі посилився конфлікт з британським резидентом Вільямом Кулленом, який став втручатися у справи держави більше ніж його попередники. Фактично до середини 1840-х років влада магарджі опинилася сильно обмежено навіть у внутрішніх справах. Водночас у власних інтересах куллен провів призначення новим давані Кришна Рао, який відзначився як корумпований урядовець. Це разом з смертю улюбленою дружини та дітей негативно вплинуло на моральне і фізичне саомпочуття Сваті Тірунал Рама Варма. який помер 1846 року. Новим магараджі став його молодший брат Утрам Тірунал Мартанда Варма.

## Творчість
Цікавився насамперед карнатікською та індійською класичною музикою. Під час правління склав більше 400 композицій, серед яких дослідники виокремлюють «Падманабха Пахі», «Дева Дева», «Деванке», «Сарасіджанабха», «Шрі Рамана Вібхо». Окрім того намагався залучити до свого двору багатьох відомих та талановитих музик і композиторів. завдяки цьому відбулося піднесення музичної творчості та театру Траванкору.
Водночас захоплювався створенням прозових творів, яких в його доробку нараховується 7.